# Джувон Ошаніва
Джувон Ошаніва (англ. Juwon Oshaniwa, нар. 14 вересня 1990, Ілорин) — нігерійський футболіст, захисник ізраїльського «Ашдода» та національної збірної Нігерії.
У складі збірної — володар Кубка африканських націй. 

## Клубна кар'єра
У дорослому футболі дебютував 2007 року виступами за команду клубу «Квара Юнайтед», в якій провів один сезон.
Своєю грою за цю команду привернув увагу представників тренерського штабу клубу «Лобі Старз», до складу якого приєднався 2008 року. Відіграв за команду з Макурді наступний сезон своєї ігрової кар'єри. 2009 року уклав контракт з клубом «Шаркс», у складі якого провів наступні три роки своєї кар'єри гравця.  
До складу клубу «Ашдод» приєднався 2012 року. Відтоді встиг відіграти за ашдодську команду 19 матчів в національному чемпіонаті.

## Виступи за збірну
2012 року дебютував в офіційних матчах у складі національної збірної Нігерії. Наразі провів у формі головної команди країни 10 матчів.
У складі збірної був учасником Кубка африканських націй 2013 року у ПАР, здобувши того року титул континентального чемпіона.

## Титули і досягнення
- Володар Кубка африканських націй (1): 2013